# Lago Saiful Muluk
El lago Saiful Muluk (en urdu:  سیف الملوک) es un lago situado en el extremo norte del valle de Kaghan ( 34°52′37″N 73°41′40″E / 34.87694, 73.69444), cerca de Naran. Esta en el noreste del distrito de Mansehra en la provincia de Khyber-Pakhtunkhwa, en el país asiático de Pakistán. A una altitud de 3.224 m (10.578 pies) sobre el nivel del mar, se trata de uno de los lagos más altos en Pakistán.
El clima aquí es moderado durante el día, mientras que la temperatura desciende a varios grados por la noche.